# Bob Crewe
Bob Crewe est un auteur-compositeur et producteur musical américain, né le 12 novembre 1930 à Newark dans le New Jersey et mort le 11 septembre 2014 à Scarborough dans le Maine.
Crewe collabore avec Frank Slay (en), avec qui il écrit son premier tube pour The Rays en 1957. Durant les années 1960, il coécrit avec Bob Gaudio une série de singles à succès pour The Four Seasons et Frankie Valli. Crewe fonde en 1965 le label DynoVoice Records (en). Au cours des années 1970, il travaille avec Kenny Nolan (en). Ils écrivent notamment Lady Marmalade pour LaBelle (en), qui atteint la 1re place du Billboard Hot 100 en 1975. Bob Crewe est introduit au Songwriters Hall of Fame en 1995.

## Biographie

### Jeunesse et formation
Bob Crewe passe sa jeunesse à Belleville dans le New Jersey. Il étudie l'architecture dans une école new-yorkaise, la Parsons School of Design, avant de faire carrière dans la musique,.

### Carrière de songwriter et producteur
Dans les années 1950, Crewe commence sa carrière en composant pour The Rays. Le titre Silhouettes (en), qu'il coécrit avec Frank Slay (en), se classe 3e du Billboard Hot 100. Crewe et Slay travaillent pour le label Swan Records et signent les titres Lah Dee Dah et Lucky Ladybug pour le duo vocal Billy and Lillie (en), ainsi que Tallahassee Lassie et Okefenokee pour Freddy Cannon,.
Bob Crew collabore avec Bob Gaudio, qui a fondé The Four Seasons avec Frankie Valli. Crewe produit plusieurs singles du groupe, dont Sherry (en) et Candy Girl (en), classés respectivement 1er et 3e du Billboard Hot 100 en 1962 et 1963. En 1965, Crewe coécrit et produit Let's Hang On! (en), qui atteint lui aussi la 3e place du hit parade. Crewe et Gaudio sont également les auteurs de Can't Take My Eyes Off You, interprétée par Frankie Valli, qui se classe 2e du Hot 100 en 1967.
Dans les années 1970, il fonde le groupe Disco-Tex and the Sex-O-Lettes. Avec Kenny Nolan (en), il écrit My Eyes Adored You (en) pour Frankie Valli et Lady Marmalade pour LaBelle (en). Les deux titres décrochent l'un après l'autre la 1re place du Billboard Hot 100 en 1975,.

### Carrière de chanteur
Au cours des années 1960, Crewe enregistre deux albums, Kicks et Crazy in the Heart, édités par Warwick Records,. En 1967, son groupe The Bob Crewe Generation connaît le succès en plaçant l'instrumental Music to Watch Girls By (en), écrit par Sid Ramin, à la 15e place du Billboard Hot 100,.

### DynoVoice Records
En 1965, Crewe fonde le label DynoVoice Records (en), qui édite notamment des albums de Mitch Ryder and the Detroit Wheels et du girl group The Toys (en), ainsi que la bande originale du film Barbarella,.

## Hommages
En 1995, Bob Crewe est introduit au Songwriters Hall of Fame,.
En 2014, Bob Crewe est incarné par l'acteur Mike Doyle dans le film musical Jersey Boys, adaptation par Clint Eastwood de la comédie musicale inspirée de l'histoire des Four Seasons.

## Actions caritatives
Avec son frère Dan, il fonde en 2009 « The Bob Crewe Foundation ». La fondation finance la création d'un programme universitaire du Maine College of Art (en) baptisé Bob Crewe Program for Art and Music. Elle soutient également la lutte contre le Sida et milite pour les droits des lesbiennes, gays, bisexuels et transsexuels,.

## Discographie

### Albums solo
- 1960 : Kicks (Warwick Records)
- 1961 : Crazy in the Heart (Warwick Records)